# Bemlos foresti
Bemlos foresti är en kräftdjursart. Bemlos foresti ingår i släktet Bemlos och familjen Aoridae. Inga underarter finns listade i Catalogue of Life.